# Ничо Роканов
Ничо Роканов или Рокан е български хайдутин в Прилепско в края на XIX век.

## Биография
Роден е в град Прилеп, тогава в Османската империя. През 1880-те години, между 1884 и 1888 година подпомага с храна, облекло и оръжие хайдушките чети в Прилепско - на Спас от Дрен, на Бешмаде отъ Варош, на Коне Павлов и други. Завършва училище в родния си град. Преследван от властите сам става хайдутин и хайдутува три години.